# Großstörche
Die Großstörche (Ephippiorhynchus) sind eine aus zwei Arten bestehende Storchengattung. 

## Merkmale
Sowohl der Sattelstorch als auch der Riesenstorch sind ausgesprochen große Störche. Der Riesenstorch erreicht eine Körperlänge von 110 bis 137 Zentimeter, der Sattelstorch zwischen 145 und 150 Zentimeter. Sie haben eine Flügelspannweite von 230 bis 270 cm, sind hauptsächlich schwarz-weiß gefärbt und haben einen großen farbigen Schnabel. Die im Gefieder ähnliche Geschlechter unterscheiden sich an der Augenfarbe. Großstörche fliegen mit ausgestrecktem Hals. Außer dem Klappern am Nest sind sie stille Vögel. Zur Nahrung gehören Fische, Amphibien, Krebse, junge Vögel und andere kleine Landwirbeltiere.

## Vorkommen
Während der Sattelstorch (E. senegalensis) in der Sahara und der Subsahara lebt, kommt der Riesenstorch (E. asiaticus) im tropischen Asien vor. Diese Schreitvögel brüten in Sümpfen und anderen Feuchtgebieten auf einem Baum.

## Etymologie
Der Gattungsbezeichnung Ephippiorhynchus kommt aus dem Griechischen und setzt sich aus ephippion „Sattel“ (epi „auf“ + hippos „Pferd“) und rhynchus „Schnabel“ zusammen und bezieht sich auf den sattelförmigen Aufsatz am Schnabel des Sattelstorches.

## Einzelbelege
1. ↑   W. Grummt, H. Strehlow (Hrsg.): Zootierhaltung Vögel. Verlag Harri Deutsch, Frankfurt am Main 2009, ISBN 978-3-8171-1636-2. S. 100.